# Héctor (película)
Héctor es una película española del año 2004 dirigida por Gracia Querejeta. Fue galardonada con la Biznaga de Oro a la mejor película en el Festival de Cine español de Málaga en su edición del 2004 mientras que su protagonista principal, Adriana Ozores, se hizo con el premio a la mejor interpretación femenina.

## Argumento
Héctor se ha quedado huérfano de madre. Pasa a vivir a casa de su tía y su familia, provocando una gran convulsión en ella. Conoce a Gorilo, el exnovio de su prima, con quien conecta rápidamente. Al mismo tiempo reaparece en su vida su padre que llegó presentándose en una encrucijada: irse con él o quedarse en su nuevo hogar. Aunque él pasa por momentos difíciles, lo sabe sobrellevar, al final, él escoge irse con su padre, pero cuando está en los servicios del aeropuerto decide quedarse en hogar, con su tíos y prima.

## Localización de rodaje
La película se rodó en diversos barrios madrileños: Arganzuela, Vallecas y otros.

## Premios y nominaciones
Medallas del Círculo de Escritores Cinematográficos de 2004
| Categoría               | Persona                        | Resultado |
| ----------------------- | ------------------------------ | --------- |
| Mejor película          | Mejor película                 | Ganadora  |
| Mejor director          | Gracia Querejeta               | Ganadora  |
| Mejor actriz            | Adriana Ozores                 | Ganadora  |
| Mejor actriz secundaria | Nuria Gago                     | Nominada  |
| Mejor actor secundario  | Pepo Oliva                     | Nominado  |
| Mejor guion original    | David Planell Gracia Querejeta | Ganadores |
| Mejor música            | Ángel Illarramendi             | Ganador   |
| Mejor montaje           | Nacho Ruiz Capillas            | Ganador   |
| Premio revelación       | Nilo Mur                       | Nominado  |